# Lista de jogadores do Chelsea Football Club
Esta é uma lista jogadores que tiveram uma passagem com destaque pelo Chelsea Football Club, conquistando títulos ou não.

## Jogadores
| Nome                    | Nacionalidade              | Posição | Período no Chelsea  | Partidas | Gols |
| ----------------------- | -------------------------- | ------- | ------------------- | -------- | ---- |
| William Foulke          | Inglaterra                 | G       | 1905–1906           | 35       | 0    |
| Bob McRoberts           | Inglaterra                 | A¹      | 1905–1909           | 106      | 10   |
| John Tait Robertson     | Escócia                    | Z       | 1905–1906           | 39       | 4    |
| Jimmy Windridge         | Inglaterra                 | A²      | 1905–1911           | 152      | 58   |
| George Hilsdon          | Inglaterra                 | C       | 1906–1912           | 164      | 107  |
| Ben Warren              | Inglaterra                 | A¹      | 1908–1914           | 101      | 5    |
| Bob Whittingham         | Inglaterra                 | C       | 1909–1919           | 129      | 80   |
| Vivian Woodward         | Inglaterra                 | A²      | 1909–1915           | 116      | 34   |
| Jim Molyneux            | Inglaterra                 | G       | 1910–1923           | 239      | 0    |
| Jack Harrow             | Inglaterra                 | L       | 1911–1926           | 333      | 5    |
| Harold Halse            | Inglaterra                 | Z       | 1913–1921           | 111      | 25   |
| Nils Middelboe          | Dinamarca                  | A¹      | 1913–1921           | 175      | 0    |
| Bob McNeil              | Escócia                    | A²      | 1914–1927           | 307      | 32   |
| Jack Cock               | Inglaterra                 | C       | 1919–1923           | 110      | 53   |
| Harry Wilding           | Inglaterra                 | Z       | 1919–1928           | 241      | 22   |
| Tommy Meehan            | Inglaterra                 | A¹      | 1920–1924           | 133      | 4    |
| Benjamin Howard Baker   | Inglaterra                 | G       | 1921–1926           | 93       | 1    |
| George Smith            | Escócia                    | A¹      | 1921–1932           | 370      | 0    |
| Jackie Crawford         | Inglaterra                 | P       | 1923–1934           | 308      | 27   |
| Harold Miller           | Inglaterra                 | A²      | 1923–1939           | 363      | 44   |
| Andy Wilson             | Escócia                    | A²      | 1923–1931           | 253      | 62   |
| Tommy Law               | Escócia                    | A¹      | 1925–1939           | 319      | 19   |
| Bob Turnbull            | Escócia                    | C       | 1925–1928           | 87       | 58   |
| Sam Millington          | Inglaterra                 | G       | 1926–1932           | 245      | 0    |
| Syd Bishop              | Inglaterra                 | A¹      | 1928–1933           | 109      | 6    |
| George Mills            | Inglaterra                 | C       | 1929–1943           | 239      | 123  |
| Hughie Gallacher        | Escócia                    | C       | 1930–1934           | 144      | 81   |
| Alex Jackson            | Escócia                    | P       | 1930–1932           | 77       | 29   |
| Vic Woodley             | Inglaterra                 | G       | 1931–1945           | 272      | 0    |
| Jimmy Argue             | Escócia                    | A²      | 1933–1947           | 125      | 35   |
| Dick Spence             | Inglaterra                 | P       | 1934–1950           | 246      | 65   |
| Harry Burgess           | Inglaterra                 | A²      | 1935–1945           | 155      | 37   |
| Sam Weaver              | Inglaterra                 | A¹      | 1936–1945           | 125      | 4    |
| Len Goulden             | Inglaterra                 | A²      | 1945–1950           | 111      | 19   |
| John Harris             | Escócia                    | Z       | 1945–1956           | 364      | 14   |
| Tommy Lawton            | Inglaterra                 | A²      | 1945–1947           | 53       | 35   |
| Ken Armstrong           | Inglaterra · Nova Zelândia | A¹      | 1946–1957           | 402      | 30   |
| Bill Robertson          | Escócia                    | G       | 1946–1960           | 215      | 0    |
| Willi Steffen           | Suíça                      | L       | 1946–1947           | 20       | 0    |
| Tommy Walker            | Escócia                    | A²      | 1946–1948           | 104      | 24   |
| Bobby Campbell          | Escócia                    | P       | 1947–1954           | 213      | 40   |
| Roy Bentley             | Inglaterra                 | C       | 1948–1956           | 367      | 150  |
| Stan Willemse           | Inglaterra                 | L       | 1949–1956           | 221      | 2    |
| Eric Parsons            | Inglaterra                 | P       | 1950–1956           | 177      | 42   |
| Ron Greenwood           | Inglaterra                 | Z       | 1952–1955           | 66       | 0    |
| Jim Lewis               | Inglaterra                 | A²      | 1952–1958           | 95       | 40   |
| John McNichol           | Escócia                    | A²      | 1952–1958           | 202      | 66   |
| Les Stubbs              | Inglaterra                 | A²      | 1952–1958           | 123      | 35   |
| Charlie Thomson         | Escócia                    | G       | 1952–1957           | 59       | 0    |
| Frank Blunstone         | Inglaterra                 | P       | 1953–1964           | 347      | 54   |
| Derek Saunders          | Inglaterra                 | A¹      | 1953–1959           | 223      | 9    |
| Peter Sillett           | Inglaterra                 | L       | 1953–1962           | 288      | 34   |
| Ron Tindall             | Inglaterra                 | C       | 1953–1961           | 174      | 69   |
| John Sillett            | Inglaterra                 | A¹      | 1954–1962           | 102      | 1    |
| Stan Wicks              | Inglaterra                 | Z       | 1954–1956           | 81       | 1    |
| Peter Brabrook          | Inglaterra                 | A²      | 1955–1962           | 271      | 57   |
| John Mortimore          | Inglaterra                 | M       | 1956–1965           | 279      | 10   |
| Jimmy Greaves           | Inglaterra                 | C       | 1957–1961           | 169      | 132  |
| Ken Shellito            | Inglaterra                 | L       | 1957–1969           | 123      | 2    |
| Barry Bridges           | Inglaterra                 | A²      | 1958–1966           | 205      | 93   |
| Peter Bonetti           | Inglaterra                 | G       | 1959–1979           | 729      | 0    |
| Bobby Tambling          | Inglaterra                 | A²      | 1959–1970           | 370      | 202  |
| Allan Harris            | Inglaterra                 | L       | 1960–1964 1966–1967 | 102      | 1    |
| Terry Venables          | Inglaterra                 | M       | 1960–1966           | 237      | 31   |
| Ron Harris              | Inglaterra                 | Z       | 1961–1980           | 795      | 14   |
| Bert Murray             | Inglaterra                 | A²      | 1961–1966           | 183      | 44   |
| Peter Houseman          | Inglaterra                 | M       | 1962–1975           | 343      | 39   |
| Eddie McCreadie         | Escócia                    | L       | 1962–1974           | 410      | 5    |
| Marvin Hinton           | Inglaterra                 | Z       | 1963–1976           | 344      | 4    |
| John Boyle              | Escócia                    | M       | 1964–1973           | 266      | 12   |
| George Graham           | Escócia                    | A²      | 1964–1966           | 102      | 46   |
| John Hollins            | Inglaterra                 | M       | 1964–1975 1983–1984 | 592      | 64   |
| Peter Osgood            | Inglaterra                 | C       | 1964–1974 1978–1979 | 380      | 150  |
| Tommy Baldwin           | Inglaterra                 | M       | 1966–1974           | 239      | 92   |
| Charlie Cooke           | Escócia                    | P       | 1966–1972 1974–1978 | 373      | 30   |
| Alan Hudson             | Inglaterra                 | M       | 1968–1974           | 189      | 14   |
| Ian Hutchinson          | Inglaterra                 | C       | 1968–1976           | 144      | 58   |
| David Webb              | Inglaterra                 | Z / L   | 1968–1974           | 299      | 33   |
| John Dempsey            | Inglaterra                 | Z       | 1969–1978           | 207      | 7    |
| Micky Droy              | Inglaterra                 | Z       | 1970–1985           | 313      | 19   |
| John Phillips           | País de Gales              | G       | 1970–1980           | 149      | 0    |
| Ian Britton             | Escócia                    | M       | 1971–1982           | 289      | 34   |
| Steve Finnieston        | Escócia                    | C       | 1971–1978           | 90       | 37   |
| Chris Garland           | Inglaterra                 | M       | 1971–1975           | 114      | 31   |
| Steve Kember            | Inglaterra                 | M       | 1971–1975           | 150      | 15   |
| Gary Stanley            | Inglaterra                 | M       | 1971–1979           | 120      | 15   |
| Bill Garner             | Inglaterra                 | C       | 1972–1978           | 119      | 36   |
| Gary Locke              | Inglaterra                 | L       | 1972–1982           | 317      | 4    |
| Kenny Swain             | Inglaterra                 | M / C   | 1973–1978           | 132      | 29   |
| Ray Wilkins             | Inglaterra                 | M       | 1973–1979           | 198      | 34   |
| David Hay               | Escócia                    | M       | 1974–1980           | 120      | 3    |
| Tommy Langley           | Inglaterra                 | C       | 1974–1980           | 152      | 43   |
| Steve Wicks             | Inglaterra                 | Z       | 1974–1979 1986–1988 | 164      | 8    |
| Clive Walker            | Inglaterra                 | P       | 1975–1984           | 224      | 65   |
| John Bumstead           | Inglaterra                 | M       | 1976–1991           | 409      | 44   |
| Mike Fillery            | Inglaterra                 | P       | 1978–1983           | 181      | 41   |
| Petar Borota            | Iugoslávia                 | G       | 1979–1982           | 114      | 0    |
| Gary Chivers            | Inglaterra                 | Z       | 1979–1983           | 148      | 4    |
| Colin Pates             | Inglaterra                 | Z       | 1979–1988           | 346      | 10   |
| Peter Rhoades-Brown     | Inglaterra                 | P       | 1979–1984           | 109      | 5    |
| Chris Hutchings         | Inglaterra                 | L       | 1980–1983           | 101      | 3    |
| Colin Lee               | Inglaterra                 | C       | 1980–1987           | 223      | 41   |
| Paul Canoville          | Inglaterra                 | P       | 1981–1986           | 103      | 15   |
| Joey Jones              | País de Gales              | L       | 1982–1985           | 91       | 2    |
| David Speedie           | Escócia                    | C       | 1982–1987           | 205      | 64   |
| Kerry Dixon             | Inglaterra                 | C       | 1983–1992           | 420      | 193  |
| Joe McLaughlin          | Escócia                    | Z       | 1983–1989           | 268      | 7    |
| Pat Nevin               | Escócia                    | P       | 1983–1988           | 242      | 45   |
| Eddie Niedzwiecki       | País de Gales              | G       | 1983–1988           | 175      | 0    |
| Nigel Spackman          | Inglaterra                 | M       | 1983–1987 1992–1996 | 267      | 14   |
| Micky Hazard            | Inglaterra                 | M       | 1985–1990           | 103      | 7    |
| Gordon Durie            | Escócia                    | C       | 1986–1991           | 153      | 63   |
| Steve Clarke            | Escócia                    | L       | 1987–1998           | 421      | 10   |
| Tony Dorigo             | Austrália · Inglaterra     | L       | 1987–1991           | 180      | 12   |
| Graeme Le Saux          | Inglaterra                 | L       | 1987–1993 1997–2003 | 312      | 16   |
| Kevin Wilson            | Irlanda do Norte           | A²      | 1987–1992           | 191      | 55   |
| Kevin Hitchcock         | Inglaterra                 | G       | 1988–2001           | 135      | 0    |
| David Lee               | Inglaterra                 | Z       | 1988–1998           | 194      | 13   |
| Dave Beasant            | Inglaterra                 | G       | 1989–1993           | 157      | 0    |
| Craig Burley            | Escócia                    | M       | 1989–1997           | 137      | 11   |
| Erland Johnsen          | Noruega                    | Z       | 1989–1997           | 183      | 1    |
| Ken Monkou              | Países Baixos · Suriname   | Z       | 1989–1992           | 119      | 2    |
| Eddie Newton            | Inglaterra                 | M       | 1990–1999           | 214      | 10   |
| Frank Sinclair          | Jamaica                    | Z       | 1990–1998           | 218      | 13   |
| Andy Townsend           | Irlanda                    | M       | 1990–1993           | 138      | 19   |
| Dennis Wise             | Inglaterra                 | M       | 1990–2001           | 445      | 76   |
| Paul Elliott            | Inglaterra                 | Z       | 1991–1994           | 54       | 3    |
| Andy Myers              | Inglaterra                 | L       | 1991–1999           | 106      | 2    |
| Dmitriy Kharin          | Rússia                     | G       | 1992–1999           | 146      | 0    |
| John Spencer            | Escócia                    | C       | 1992–1996           | 137      | 43   |
| Michael Duberry         | Inglaterra                 | Z       | 1993–1999           | 115      | 3    |
| Gavin Peacock           | Inglaterra                 | M       | 1993–1996           | 134      | 27   |
| Ruud Gullit             | Países Baixos              | M       | 1995–1998           | 64       | 7    |
| Mark Hughes             | País de Gales              | C       | 1995–1998           | 123      | 39   |
| Jody Morris             | Inglaterra                 | M       | 1995–2003           | 173      | 9    |
| Dan Petrescu            | Roménia                    | L       | 1995–2000           | 208      | 23   |
| Roberto Di Matteo       | Itália                     | M       | 1996–2002           | 175      | 26   |
| Frank Leboeuf           | França                     | Z       | 1996–2001           | 204      | 24   |
| Gianluca Vialli         | Itália                     | C       | 1996–2000           | 83       | 40   |
| Gianfranco Zola         | Itália                     | A²      | 1996–2003           | 312      | 80   |
| Celestine Babayaro      | Nigéria                    | L       | 1997–2005           | 197      | 8    |
| Ed de Goeij             | Países Baixos              | G       | 1997–2003           | 179      | 0    |
| Tore André Flo          | Noruega                    | C       | 1997–2000           | 163      | 50   |
| Gustavo Poyet           | Uruguai                    | M       | 1997–2001           | 145      | 49   |
| John Terry              | Inglaterra                 | Z       | 1997–               | 669      | 65   |
| Marcel Desailly         | França · Gana              | Z       | 1998–2004           | 222      | 7    |
| Albert Ferrer           | Espanha                    | L       | 1998–2003           | 113      | 1    |
| Carlo Cudicini          | Itália                     | G       | 1999–2009           | 214      | 0    |
| Mario Melchiot          | Países Baixos              | L       | 1999–2004           | 165      | 5    |
| Jesper Grønkjær         | Dinamarca                  | P       | 2000–2004           | 116      | 11   |
| Eiður Guðjohnsen        | Islândia                   | C       | 2000–2006           | 263      | 78   |
| Jimmy Floyd Hasselbaink | Países Baixos · Suriname   | C       | 2000–2004           | 177      | 87   |
| William Gallas          | França                     | Z       | 2001–2006           | 225      | 14   |
| Frank Lampard           | Inglaterra                 | M       | 2001–2014           | 648      | 211  |
| Wayne Bridge            | Inglaterra                 | L       | 2003–2009           | 142      | 4    |
| Joe Cole                | Inglaterra                 | M       | 2003–2010           | 280      | 39   |
| Damien Duff             | Irlanda                    | P       | 2003–2006           | 125      | 19   |
| Claude Makélélé         | França                     | M       | 2003–2008           | 217      | 2    |
| Geremi Njitap           | Camarões                   | L / M   | 2003–2007           | 108      | 4    |
| Ricardo Carvalho        | Portugal                   | Z       | 2004–2010           | 210      | 11   |
| Petr Čech               | Chéquia                    | G       | 2004–2015           | 494      | 0    |
| Didier Drogba           | Costa do Marfim            | C       | 2004–2012 2014–2015 | 381      | 164  |
| Paulo Ferreira          | Portugal                   | L       | 2004–2013           | 212      | 2    |
| Arjen Robben            | Países Baixos              | P       | 2004–2007           | 106      | 19   |
| Michael Essien          | Gana                       | M       | 2005–2014           | 256      | 25   |
| Mikel John Obi          | Nigéria                    | M       | 2006-2016           | 371      | 6    |
| Shaun Wright-Phillips   | Inglaterra                 | P       | 2005–2008           | 127      | 10   |
| Salomon Kalou           | Costa do Marfim            | C       | 2006–2012           | 254      | 61   |
| Ashley Cole             | Inglaterra                 | L       | 2006–2014           | 338      | 7    |
| Michael Ballack         | Alemanha                   | M       | 2006–2010           | 167      | 26   |
| Florent Malouda         | França                     | M       | 2007–2013           | 229      | 45   |
| Branislav Ivanović      | Sérvia                     | L       | 2007-2016           | 377      | 33   |
| Nicolas Anelka          | França                     | C       | 2008–2011           | 176      | 78   |
| Ramires                 | Brasil                     | V       | 2010-2016           | 251      | 34   |
| Raul Meireles           | Portugal                   | V       | 2011-2012           | 48       | 6    |
| Fernando Torres         | Espanha                    | C       | 2011–2014           | 172      | 45   |
| David Luiz              | Brasil                     | M       | 2011-2014 2016-2019 | 170      | 13   |
| Eden Hazard             | Bélgica                    | M       | 2012–2018           | 237      | 66   |
| Gary Cahill             | Inglaterra                 | Z       | 2012–               | 228      | 22   |
| Oscar                   | Brasil                     | M       | 2012-2016           | 203      | 38   |
| Cesc Fàbregas           | Espanha                    | M       | 2014–               | 118      | 16   |
| Diego Costa             | Espanha                    | A²      | 2014–               | 108      | 55   |

### Capitães
| Capitão         | Nacionalidade | Títulos como capitão |
| --------------- | ------------- | --- |
| Jack Harrow     | Inglaterra    | Finalista da Copa da Inglaterra de 1915 |
| Roy Bentley     | Inglaterra    | Primeira Divisão de 1955 Supercopa da Inglaterra de 1955 |
| Terry Venables  | Inglaterra    | Copa da Liga Inglesa de 1965 |
| Ron Harris      | Inglaterra    | Copa da Inglaterra de 1970 Finalista da Supercopa da Inglaterra de 1970 Recopa Europeia da UEFA de 1972 |
| Colin Pates     | Inglaterra    | Segunda Divisão de 1984 Copa de Membros Ingleses de 1986 |
| Graham Roberts  | Inglaterra    | Segunda Divisão de 1989 |
| Peter Nicholas  | País de Gales | Copa de Membros Ingleses de 1990 |
| Dennis Wise     | Inglaterra    | Finalista da Copa da Inglaterra de 1994 Copa da Inglaterra de 1997 Finalista da Supercopa da Inglaterra de 1997 Copa da Liga Inglesa de 1998 Recopa Europeia da UEFA de 1998 Supercopa da UEFA de 1998 Copa da Inglaterra de 2000 Supercopa da Inglaterra de 2000 |
| Marcel Desailly | França        | Finalista da Copa da Inglaterra de 2002 |
| John Terry      | Inglaterra    | Copa da Liga Inglesa de 2005 Premier League de 2005 Supercopa da Inglaterra de 2005 Premier League de 2006 Finalista da Supercopa da Inglaterra de 2006 Copa da Liga Inglesa de 2007 Copa da Inglaterra de 2007 Finalista da Copa da Liga Inglesa de 2008 Finalista da Liga dos Campeões da UEFA de 2008 Supercopa da Inglaterra de 2009 Premier League de 2009 Finalista da Supercopa da Inglaterra de 2010 Copa da Inglaterra de 2011 Finalista da Supercopa da Inglaterra de 2012 Copa da Liga Inglesa de 2015 Premier League de 2015 Finalista da Supercopa da Inglaterra de 2015 |
| Frank Lampard   | Inglaterra    | Finalista da Supercopa da Inglaterra de 2007 |

### Posições
- G — Goleiro
- L — Lateral
- Z — Zagueiro
- A¹ — Ala
- M  — Meio-campo
- P — Ponta-de-lança
- A² — Atacante
- C — Centroavante